# Elidyr Llydanwyn
Elidyr Llydanwyn  roi brittonique fl. décennie 540 mort vers 560.

## Contexte
Elidyr ou Elidi est le nom de plusieurs rois brittoniques contemporains actifs vers le milieu du VIe siècle: Elidir Lydanwyn ap Meirchion Gul et Elidir Mwynfawr ap Gwrst, ont vraisemblablement été confondus par Geoffroy de Monmouth et considérés comme un personnage unique le légendaire roi de Bretagne Elidur. Les travaux de Peter Bartrum permettent de distinguer.

## Biographies

### Elidyr Llydanwyn
Elidyr Llydanwyn est le fils de Meirchion Gul et c'est un descendant du roi Coel Hen. qui devient roi de Rheged vers le milieu du VIe siècle. Il est surnommé Llydanwyn c'est-à-dire le « Bien bâti ». Sa généalogie est indiquée dans le Bonedd Gwŷr y Gogledd :
Llywarch Hen m. Elidyr Lydanwyn m. Meirchawn m. Gorust Ledlwm m. Keneu m. Coel
Il semble avoir également hérité du royaume de Man bien qu'il soit possible qu'il ne règne que sur l'île de Man et que le royaume de Rheged ait été partagé entre lui et son frère Cynfarch Oer. Selon le texte De Situ Brecheinauc, Elydir avait épousé Gwawr, fille de Brychan souverain du royaume de Brycheiniog ; le fils issu de cette union est le célèbre Llywarch Hen.

### Elidir Mwynfawr
Elidir Mwynfawr ap Gwrwst, dont le surnom signifie  « Puissant », est selon le Bonedd Gwŷr y Gogledd le fils de Gwrwst Briodor et un petit-fils de Dumnagual Hen. Sa généalogie est également indiquée dans le Bonedd Gwŷr y Gogledd:
Elidyr Mwynuawr m. Gorust Priodawr m. Dyfynwal Hen.
Il est longuement évoqué dans la triade galloise no 44 qui précise qu'avec son épouse  Eurgain ferch Maelgwn Gwynedd, ils sont parmi les  « sept personnes et demie », portées sur le dos de son cheval  Du y Moroedd lorsque ce dernier a nagé de Penllech Elidir dans le nord à Penllech Elidir à Môn. Les autres  étaient Gwyn Da Gyfedd (Bon compagnion), Gwyn Da Reiniad (Bon donateur), Mynach Nawmon, son conseiller, et Prydelaw Menestyr (Barbier), son bouteiller, Arianfagl (Bâton d'argent), son serviteur, et Gelbeinefin, son cuisinier, qui ayant nagé avec ses deux mains à la croupe du cheval n'est considéré comme une demi-personne ! Il s'agit là de l'un  « trois fardeaux de cheval» célèbres de l'île de Bretagne. La triade ne précise par la raison de cette expédition, mais il semble qu'elle évoque l’événement suivant:
Elidyr avait épousé une sœur de du roi de Gwynedd Rhun Hir ap Maelgwn dont la capitale se trouvait sur l'île d'Anglesey. Les deux territoires peuplés par des tribus celtiques apparentées avant la conquête romaine de la Bretagne étaient considérés comme un domaine unique. À la mort de Maelgwn Gwynedd Elydir estime qu'il peut revendiquer Anglessey  et envahit l'île vers 560 il est tué lors d'un combat contre Rhun. Cynfarch Oer et les autres rois du Nord organisent un raid sur l'île pour venger Elidyr ce qui ne fait qu’accroître la fureur de Rhun qui marche contre les bretons du nord et leur inflige une défaite.
Le Codex des Lois Galloises qui indique que Elidir Mwynfawr avait été tué à Aber Meuhedus en Arfon, que  Clydno Eidyn, Nudd Hael, Mordaf Hael et Rhydderch Hael, les chefs de l'expédition du Hen Ogledd qui voulaient venger sa mort s’avancèrent jusqu'à Arfon avant d'y être vaincus et chassés par Rhun Hir ap Maelgwn. Sa tombe  est mentionnée dans les Stances des tombeaux dans le manuscrit Peniarth MS.98 (no.15) :
La tombe d'Elidir Mwynfawr sur la rive du grand Meweddus, souverain très célèbre, provocateur, un homme puissant au combat